# Antoni de Saiol i de Quarteroni
Antoni de Saiol i Quarteroni fou canonge de Barcelona. Va ésser nomenat President de la Generalitat de Catalunya el 22 de juliol de 1686.

## Biografia
A la seva família també varen ser personatges destacats els seus germans, Felicià (1646-1713) frare de l'orde de Sant Joan i majordom de l'arxiduc Carles; Francesc, un austriacista qui va ser capità de la coronela de Barcelona durant el setge de 1697 i cavaller de l'orde de Calatrava a les corts de 1705-1706; i Daniel, ardiaca de Barcelona i propietari d'una biblioteca científica de gran valor.
El diumenge 1 d'agost de 1683 Antoni de Saiol fou nominat rector per dos anys.
Antoni de Saiol junt amb el seu germà Daniel varen ser protagonistes destacats a la Revolta dels Gorretes (1687-1689) en suport als pagesos.
Durant el seu mandat com a president va continuar el conflicte entre la població i les tropes reials instal·lades permanentment des de les guerres amb França (1673-78 i 1684). Saiol va fer costat a les queixes elevant-les al virrei Diego Felipe Messía de Guzmán, qui posteriorment es convertiria en austriacista i seria perseguit i mort per ordre de Felip V. El virrei acusà a Saiol d'incitar les masses i aquest adreçà directament al rei les seves queixes amb indignació del virrei que va manar tallar el correu, en contra dels furs catalans i d'un capítol específic sobre la correspondència amb el rei aprovat a les Corts de 1599.
Aquests enfrontaments acabarien amb una acusació contra Saiol que feu que, entre juliol de 1687 i l'11 de maig de 1688, fos desinsaculat i substituït per Francesc Bernat de Ponç, abat del monestir de Sant Cugat.